# عمرة بنت دريد
عمرة بنت دريد شاعرة عربية من قبيلة هوازن.

## سيرتها
كانت عمرة بنت دريد شاعرة فصيحة اللسان، وهي ابنة دريد بن الصمة الجشمي البكري الذي كان شاعرا وفارسا من فرسان هوازن عاش خلال عصر ما قبل الإسلام، ثُم أدرك الدعوة النبويّة في آخر حياته ولكنه لم يعتنق الإسلام وظل على دينه، وحارب مع قبيلته ضد المسلمين حتى قُتل في غزوة حنين عام 8 هـ، فرثته عمرة بأبيات شعرية قالت فيها:

قالوا قتلنا دريداً قلت قد صدقوا ... وظل دمعي على الخدين ينحدر
لولا الذي قهر الأقوام كلهم ... رأت سُليم وكعب كيف تأتمر

إذاً لصحبهم غباً وظاهرهم ... حيث استقر نواهم جحفل ذفر

وقالت في رثاء أبيها أيضًا:

لعمرك ما خشيت على دريد ... ببطن سميرةٍ جيش العناق
جـزى عـنـا الإلـه بني سُليمٍ ... وعقَّـتهم بمــا فـعلوا عـقاق
وأسـقانــا إذا سـ،رنا إلـيـهم ... دمــاء خيـارهم يوم التـلاق
فرب عظـيمةٍ دافعـت عنهم ... وقد بلغت نفوسهم التراقـي
ورب كريـمةٍ أعتقت منـهم ... وأخرى قد فككت من الوثاق
ورب مـنـوه بـك من سلـيم ... أجبت وفد دعاك بـلا رمـاق
فكـان جزاؤنا منهم عقوقـاًً ... وهمـاً مـاع منه مـخ ســاقي

عفـت آثـار خيـلك بعد أين ... فـذي بقـرٍ إلـى فـيف النهـاق